# David Schumacher (Musiker)
David „Dave“ Schumacher (* 17. Mai 1974 in Chicago) ist ein US-amerikanischer Jazzmusiker (Baritonsaxophon, Komposition, auch Tenorsaxophon, Bassklarinette) des Modern Jazz.

## Leben und Wirken
Schumacher studierte an der Michigan State University; in dieser Zeit spielte er mit Charles Ruggiero und Mark Sullivan. 1997 erwarb er den Bachelor of Music in Komposition/Musiktheorie. Anschließend studierte er zwei Jahre Komposition bei Bob Brookmeyer am New England Conservatory of Music, an dem er den Master in Jazz-Studien und Komposition erwarb. Unterricht hatte er bei George Russell, Jerry Bergonzi, Rodney Whitaker und Marcus Belgrave. Anfang der 1980er-Jahre kam er nach New York, von 1983 bis 1987 tourte er mit dem Lionel Hampton Orchestra in Amerika und Europa. 1987 trat er mit der Art Blakey Big Band in Japan auf dem Mt. Fuji Jazz Festival auf.
In den 1990er-Jahren arbeitete er zumeist im Orchester von Harry Connick, Jr., daneben mit Mel Tormé, mit The Pratt Brothers Big Band und in der Jason Lindner Big Band; 1999–2000 tourte er mit dem T. S. Monk On Monk Ensemble, mit dem Tom Harrell Octet gastierte er 2000 in Europa. Des Weiteren spielte er mit Nicholas Paytons Louis Armstrong Tribute Big Band, Joe Lovanos 52nd Street Themes Nonet sowie in den Bands von Jack McDuff, Eddie Gladden, Mel Lewis, Chico O’Farrill und Lin Halliday. 1997 spielte Schumacher sein Debütalbum From Another Life ein, an dem in wechselnden Besetzungen Musiker wie Jason Lindner, Avishai Cohen, Steve Berrios, Steve Wilson, Gregory Tardy, Rob Bargad, Dwayne Burno, Billy Drummond und Russell Malone mitwirkten. Als Begleitmusiker arbeitete er außerdem mit Scott Whitfield, Ben Wolfe und Billy Carrion.
Im Bereich des Jazz war er zwischen 1981 und 2008 an 39 Aufnahmesessions beteiligt. Schumacher ist Mitglied des von Jim McNeely und Mike Abene geleiteten BMI Jazz Composers’ Workshop und ist Ko-Leader der Formation Sound Assembly in New York City, mit der er auch seine eigenen Kompositionen spielt (Album Edge of the Mind).

## Diskographische Hinweise
- Endangered Species (Summit Records), mit Robert Trowers, Howard Johnson,Ned Goold, Jerry Weldon,  Rob Bargad, Neil Caine, Ruben Rodriguez, Sam „Seguito“ Turner,  Gabriel Machado, Jimmy Cobb, Pablo Moya
- Every Corner (Amosaya Records)